# Ivie Anderson
Ivie Anderson (Gilroy, 10 luglio 1904 – Los Angeles, 28 dicembre 1949) è stata una cantante statunitense.

## Formazione
La sua formazione canora ebbe inizio quando, da bambina frequentò una scuola conventuale. In seguito frequentò per due anni canto a Washington, DC.
Importanti per la sua formazione e l'acquisizione di esperienza sono le sue prime esibizioni nei Nightclub californiani, i suoi primi show e le prime tournée, che ebbero luogo negli Stati Uniti e in Australia fino al 1930, dove collaborò con gruppi diversi.

## Carriera
Tra il 1930 e il febbraio del 1931 prese parte allo show del Grand Terrace Cafe di Chicago.
Fino al 1931 lavorò con il pianista Earl Hines, grazie al quale Anderson ottenne un contratto con Duke Ellington. La promettente cantante lavorò con Ellington e la sua band fino al 1942, Interpretò famosi brani come In A Mellotone, Troubled Waters (1934), Kissin´ My Baby Goodnight (1936) o Rocks In My Bed e I Got It Bad (1941). 
Nel 1937 cominciò a lavorare al film dei Fratelli Marx A Day at the Races come membro della Duke Ellington's Orchestra.

## La malattia
In seguito allo svilupparsi di una forma di asma, la Anderson dovette lasciare l'orchestra di Ellington. Negli anni successivi aprì un ristorante a Los Angeles e  nel 1946, prima di morire a causa della malattia, registrò otto nuove canzoni.